# غلامرضا دانش آشتیانی
غلامرضا دانش آشتیانی نمایندهٔ مردم تفرش و آشتیان در مجلس شورای اسلامی بود که در انفجار در دفتر حزب جمهوری اسلامی که روز یکشنبه ۷ تیر ماه ۱۳۶۰، در جلسه حزب جمهوری اسلامی ایران رخ داد کشته شد.